# Akhtar Hameed Khan
Akhtar Hameed Khan (urdu: اختر حمید خان), född 15 juli 1914, död 9 oktober 1999, var en pakistansk underutvecklingsaktivist och samhällsvetare som har bidragit med tidiga utvecklingsinsatser som mikrolån och mikrofinansiering, jordbrukskooperativ och träningsprogram för jordbruk i underutvecklade länder.